# Åsöberget

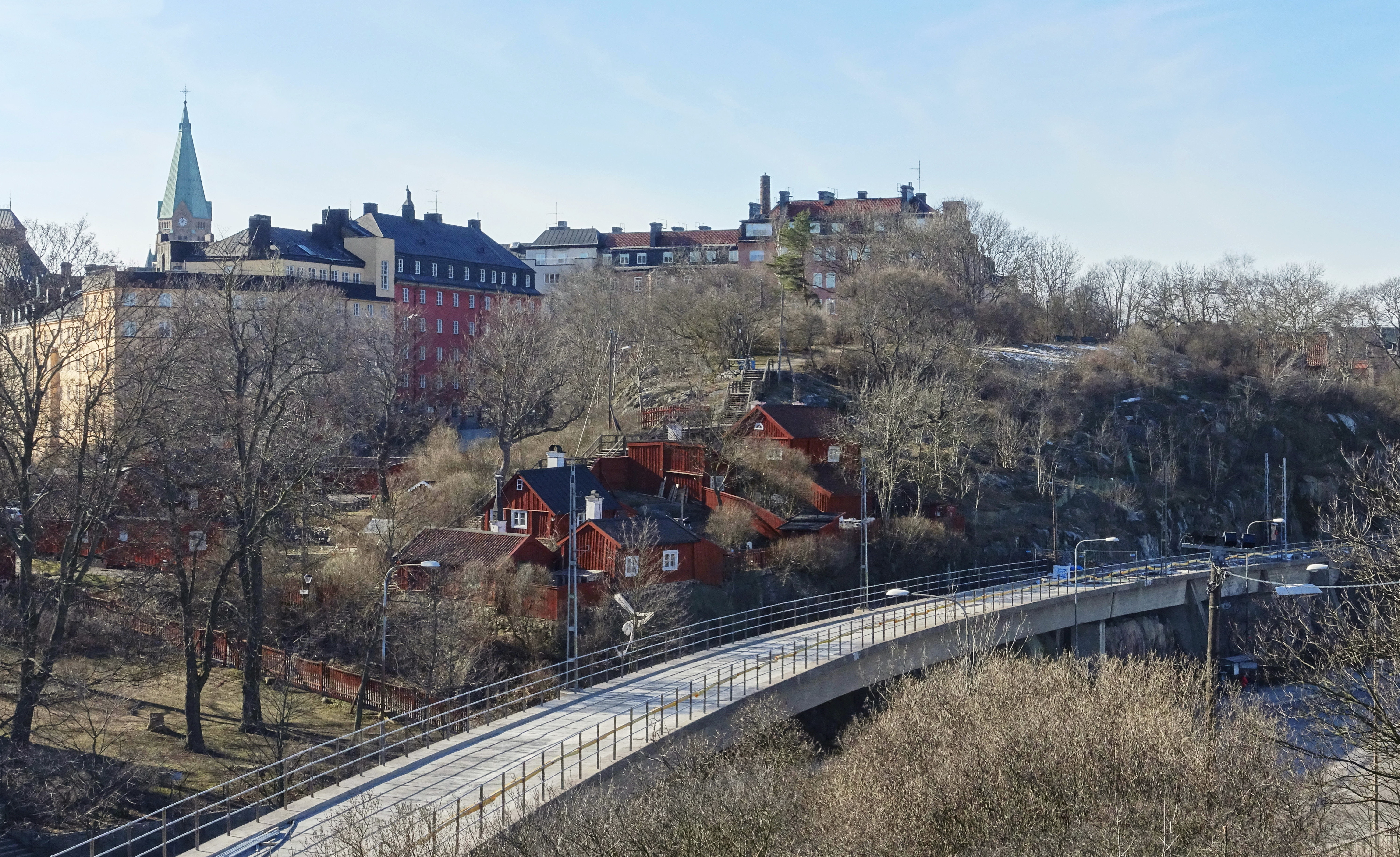
Åsöberget sett från Fåfängan. Mitt i bild syns Kvastmakartrappan och kvarteret Tjärboden.

Åsöberget är ett berg och ett område belägen i stadsdelen Södermalm i Stockholm. Här finns, tillsammans med Djurgårdsstaden, den mest omfattande och sammanhängande trähusbebyggelsen i Stockholm. Området har sedan 1956 varit ett kulturreservat som ägs och förvaltas av AB Stadsholmen. Husen är blåmärkta av Stadsmuseet i Stockholm, vilket innebär "att bebyggelsen bedöms ha synnerligen höga kulturhistoriska värden".

## Berget

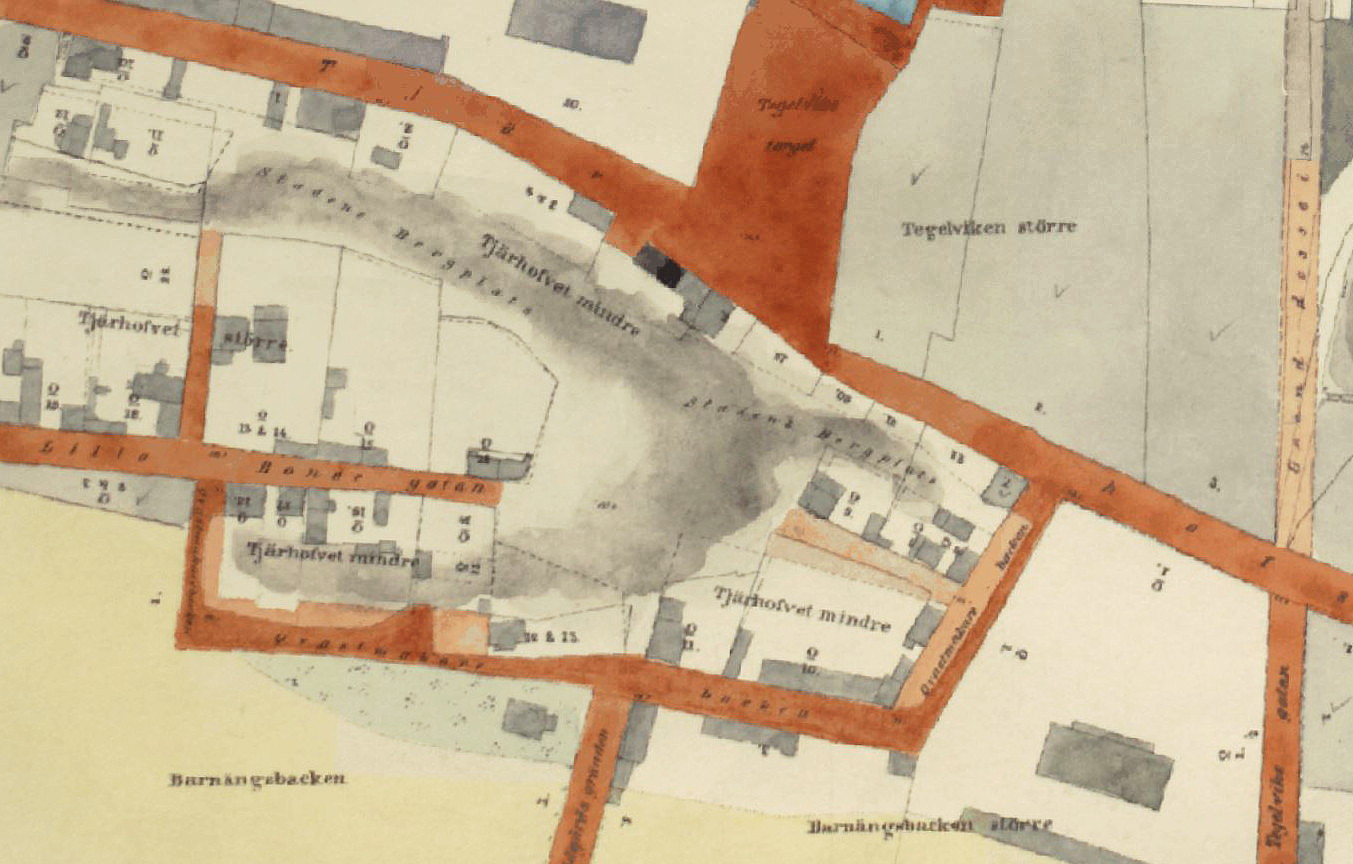
Åsöberget på en karta från 1863.

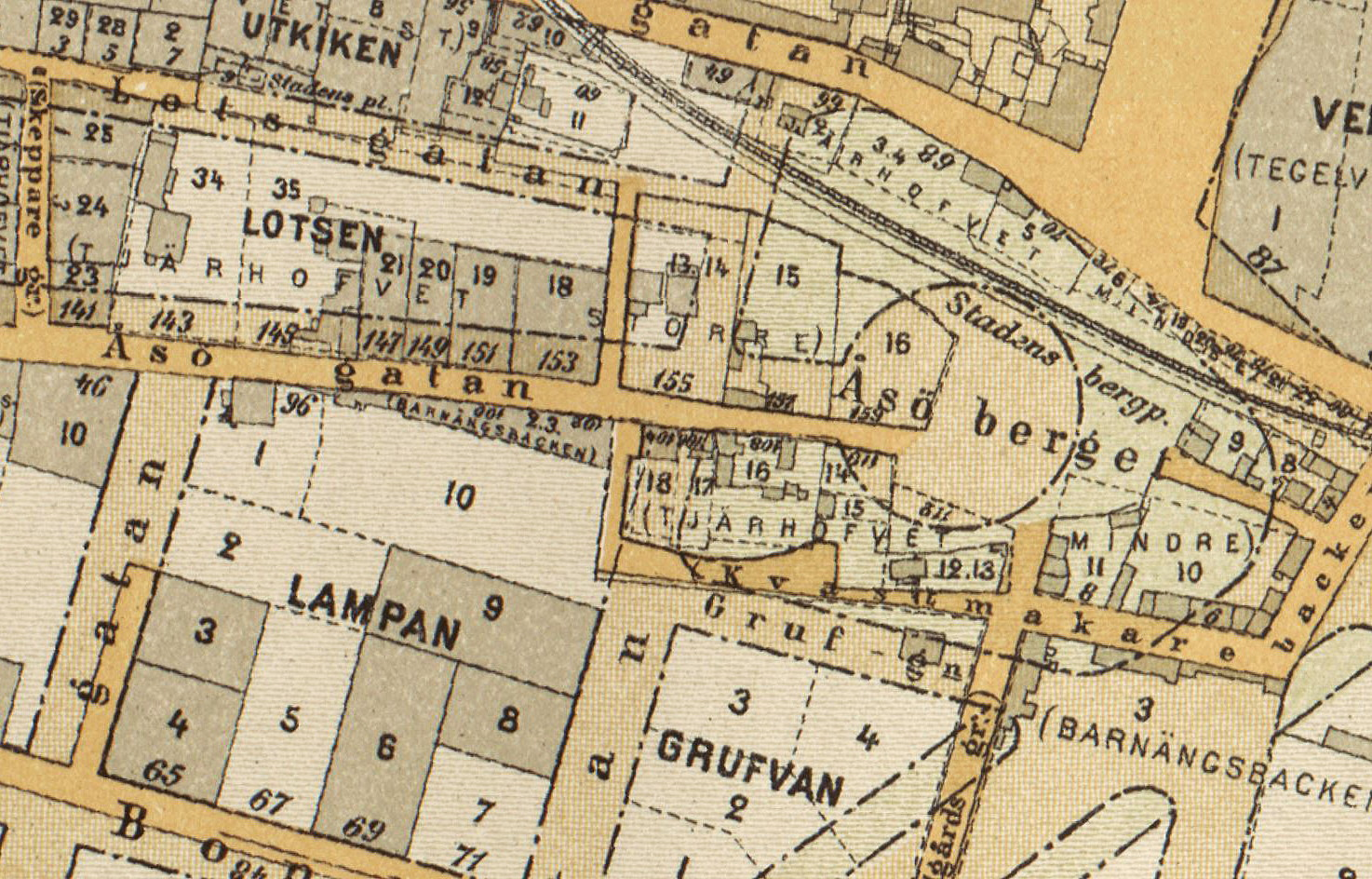
Planerade gaturegleringar 1899.

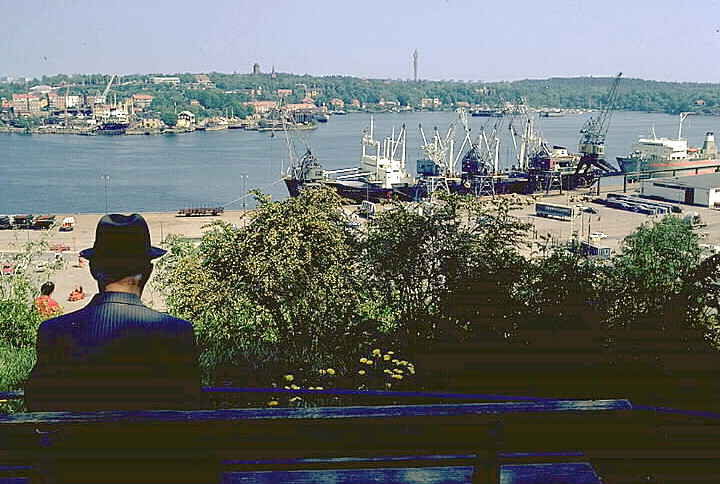
Utsikt från Åsöberget över Tegelviken och Stockholms inlopp, 1960-tal.

Åsöberget begränsas ungefär av Folkungagatan vid Londonviadukten i norr och ost, av Åsögatan och Kvastmakarbacken i söder och av Sågargatan i väster. Bergets yta, som uppgår till 1,8 hektar, når en högsta höjd på 37 meter över havet. Det bergiga område var utan större värde för Stockholms stad och uppläts för bostadsbebyggelse mot en relativt låg årsavgift. På berget finns sedan dess trähusbebyggelse, och enstaka stenhus av vilka flera uppfördes under sena 1600-talet och tidiga 1700-talet. Från Åsöbergets högsta punkt, ett parkområde som anlades 1929–1934, har man en storslagen utsikt över Saltsjön och Stockholms inlopp. Nedanför bergets norra sida går Saltsjöbanan förbi, och under några år på 1890-talet låg banans station Tegelviken vid Kvastmakartrappan. Det tidigare namnlösa berget fick sitt nuvarande namn i samband med Namnrevisionen i Stockholm 1885.

## Bebyggelsen, allmänt
De flesta husen har ett våningsplan. Taken är täckta med tegelpannor. Husen är utvändigt klädda med rödmålad träpanel. Mellan husen, till exempel på Lotsgatan löpte plank. Fram till 1600-talat bestod området till stor del av trädgårdar och gårdar, bland annat Hedbergs malmgård. Flera trädgårdsmästare bebodde området. Bebyggelsen i den dåvarande stadens utkanter, var sparsam. På Petrus Tillaeus karta från 1733 är endast ett hus, förmodligen trädgårdsmästarens, inritat i kvarteret. Många av familjerna som bodde på Sågargatan, Lotsgatan, Skeppargränd, Åsögatan och andra mindre gator på Åsöberget var varvsarbetare vid Södra varvet. Även andra yrken med anknytning till sjöfart fanns representerade. Åsöberget räknades till ett av stadens fattigaste och mest eländiga områden. Under bostadsnöden vid 1800-talets slut trängdes fattigt folk i de små stugorna, som slets hårt.

## Rivningsplaner
Bebyggelsen förvärvades i etapper av Stockholms stad kring sekelskiftet 1900. Meningen var att riva den och skapa plats för omfattande gaturegleringar som hade sitt ursprung i Lindhagenplanen. Bland annat skulle Åsögatan breddas och avslutas i en stor cirkulär plats på Åsöbergets topp, och nedanför skulle Ringvägen ha sitt östra slut och kopplas ihop med Folkungagatan och en förlängd Stadsgårdshamnen. Dessa planer hade krävt omfattande rivningar. Så blev inte fallet, mycket tack vare politikern Anna Lindhagen, dotter till Albert Lindhagen,  regleringsplanens upphovsman. Redan på 1910-talet började hon verka för ett bevarande av några äldre stockholmsmiljöer. Samfundet S:t Erik föreslog 1915, tillsammans med stadsplanearkitekten Per Olof Hallman, att några ”gammelkvarter” borde bevaras i stadens ägo. 
Under 1940-talet intensifierades diskussionerna att skapa kulturreservat i staden. Stadsmuseet i Stockholm fann att Åsöberget, näst efter Vita bergen, var det område där det var mest angeläget att inrätta ett reservat. Först 1956 beslöt dåvarande stadsfullmäktige att ”godkänna förslag om ordnande av kulturreservat på bland annat Åsöberget”. I oktober 1984 godkändes även gällande stadsplan (Pl 5835) där flera områden på Åsöberget blev Q-märkta som "kulturhistoriskt värdefull bebyggelse".

## Upprustning
Upprustningen av den kulturhistoriskt värdefulla bebyggelsen på Åsöberget började omkring 1960. Målet var att husen skulle moderniseras till gällande bostadsstandard. Trots att ledstjärnan var "varsam upprustning" blev åtgärderna i vissa fall ganska hårdhänta. Planlösningar förändrades och mindre lägenheter slogs ihop till större. Några historiska byggnader flyttades även hit från andra delar av staden som annars hade fallit offer för rivningar. Renoveringen leddes i regel av Stockholms fastighetskontor och i samarbete med Stadsmuseet och avslutades på 1980-talet. I samtliga fall utförde Stadsmuseet en ingående byggnadsinventering innan byggstart. Kvarteret Tjärboden vid Kvastmakartrappan utgör ett undantag och renoverades först i början av 2000-talet. Man avstod då från moderniseringar i form av indraget vatten och avlopp samt invändiga toaletter. Nya utedass och vattenpumpar anordnades istället utomhus på husens gårdar. Även de ursprungliga planlösningar bibehölls. De fem husen vid Kvastmakartrappan uppfyller inte kraven för gällande bostadsstandard men får nyttjas som "ateljéer".

## Byggnader (urval)
I alfabetisk ordning.

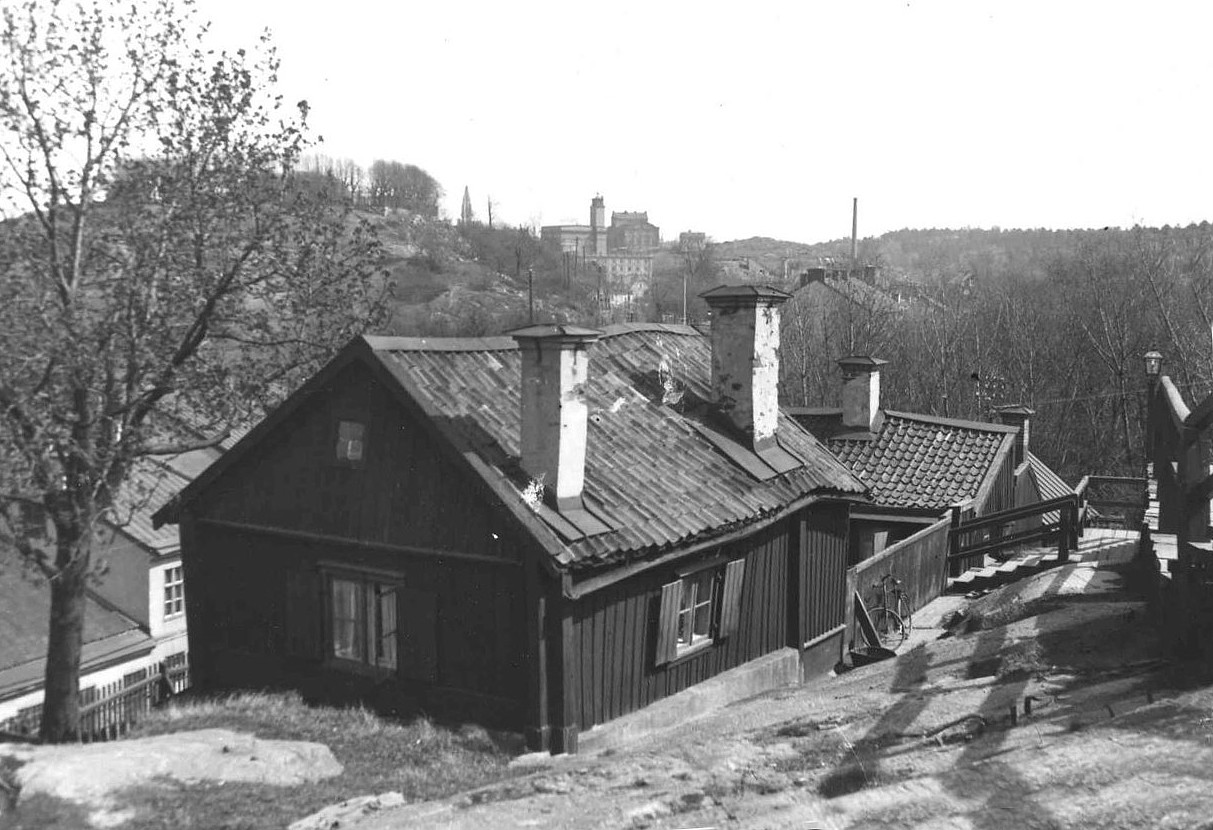
Kvastmakartrappan 8–10, 1920-tal.

- Kvastmakarbacken 3, Hedbergs malmgård från 1711 och 1726 kompletterad med ytterligare byggnader.
- Kvastmakartrappan 8–10, tomten uppläts 1754 till tunnbindaren vid Tjärhovet, som hade begärt "att få intaga och hägna in en lite bergig ödeplats på Södermalm...".
- Lotsgatan 1, uppfört i samband med en renovering 1964 som ersättning för ett äldre hus. Byggnaden består i huvudsak av två ditflyttade stugor, en från Blommensberg och en från Lillhagen i Älvsjö.
- Lotsgatan 3, utgörs av ett trähus med gaveln mot Lotsgatan som byggdes kort efter att tomten upplåtits år 1727.
- Skeppargränd 1, uppfördes 1725 med två olika stommar som sammanfogades till två bostäder. I samband med moderniseringen 1961 rekonstruerades stora delar av stommen med historisk byggnadsmaterial.
- Skeppargränd 8, ett av de få stenhusen på Åsöberget, byggt 1768 av murargesällen Anders Söderberg.
- Sågargatan 11, uppfört före år 1759. När man sprängde ner gatan i början av 1900-talet har många portar på de gamla trähusen hamnat högt ovanför gatunivån.
- Åsögatan 195, här hade Albert Engström sin "wigwam" och där mantalsskrev han även sin fiktiva figur Kolingen. På adressen fanns tidigare Carl Larssons ateljé liksom konstnärsgruppen De tre.
- Åsögatan 213, uppfört 1959 av äldre virke som ersättning för en närmast identiskt byggnad som revs då den var angripen av husbock. 213 är även Stockholms högsta husnummer inom tullarna.

## Bilder

Kvastmakarbacken och Kvastmakartrappan
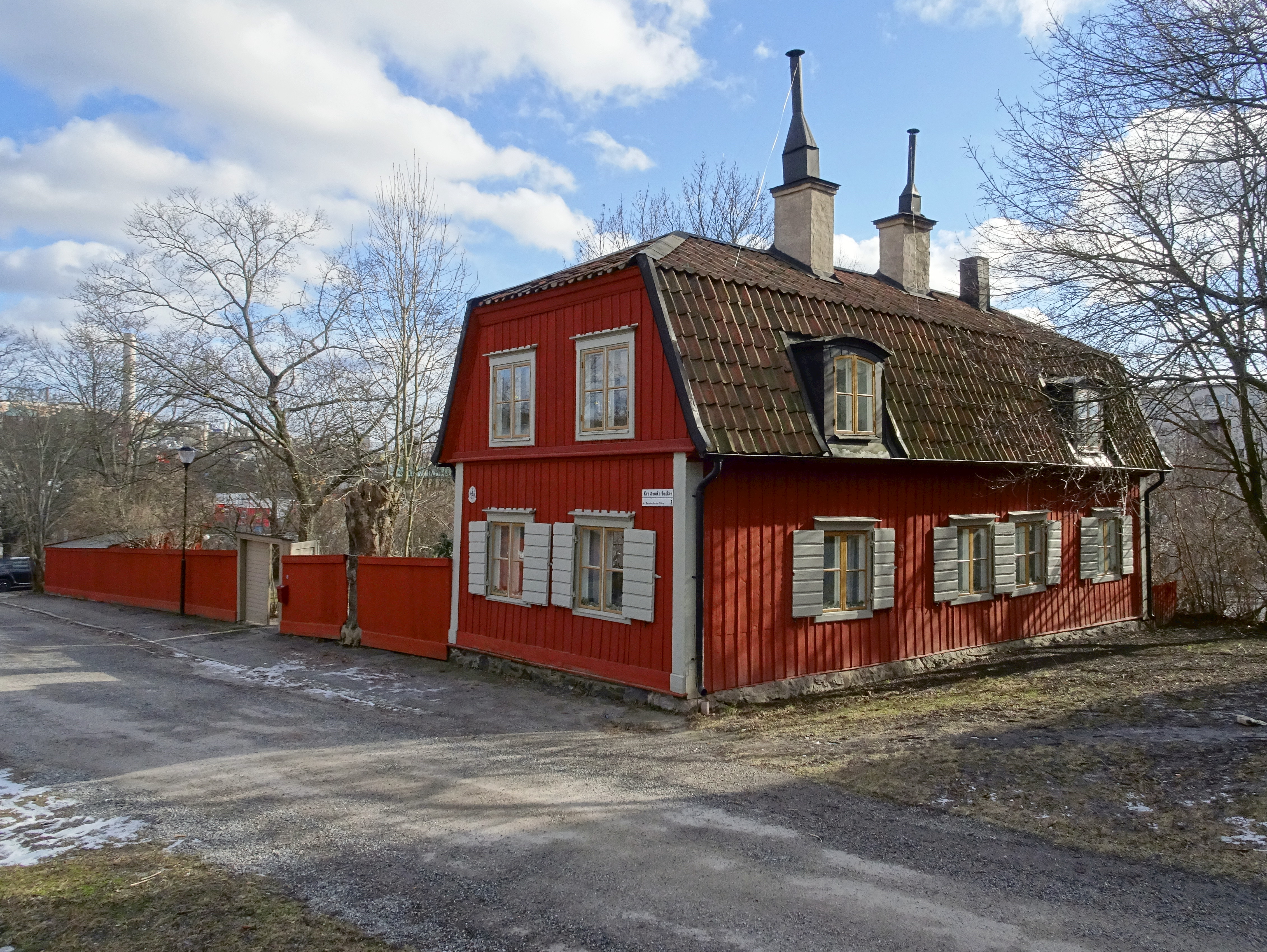
Hedbergs malmgård.
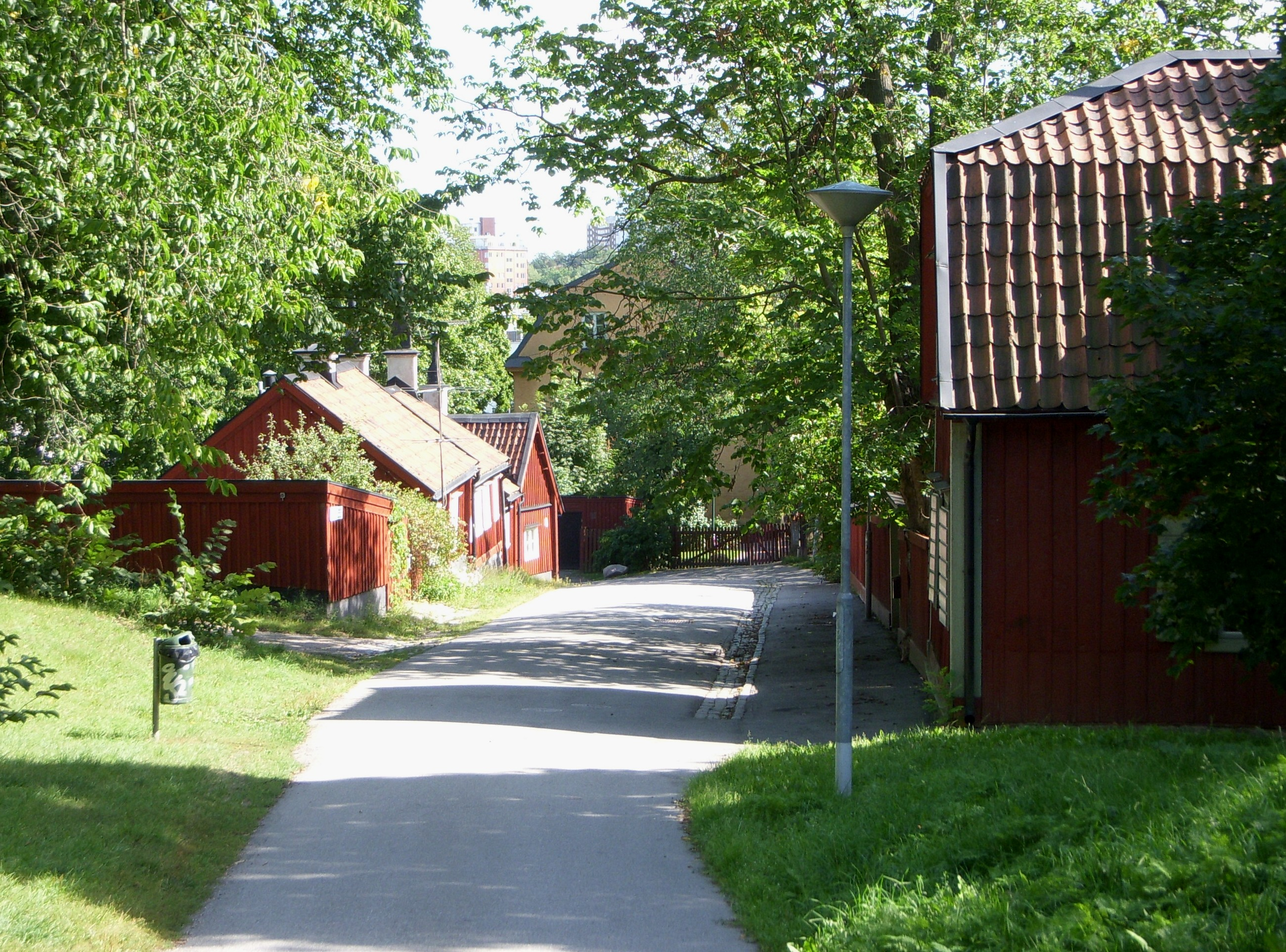
Kvastmakarbacken.
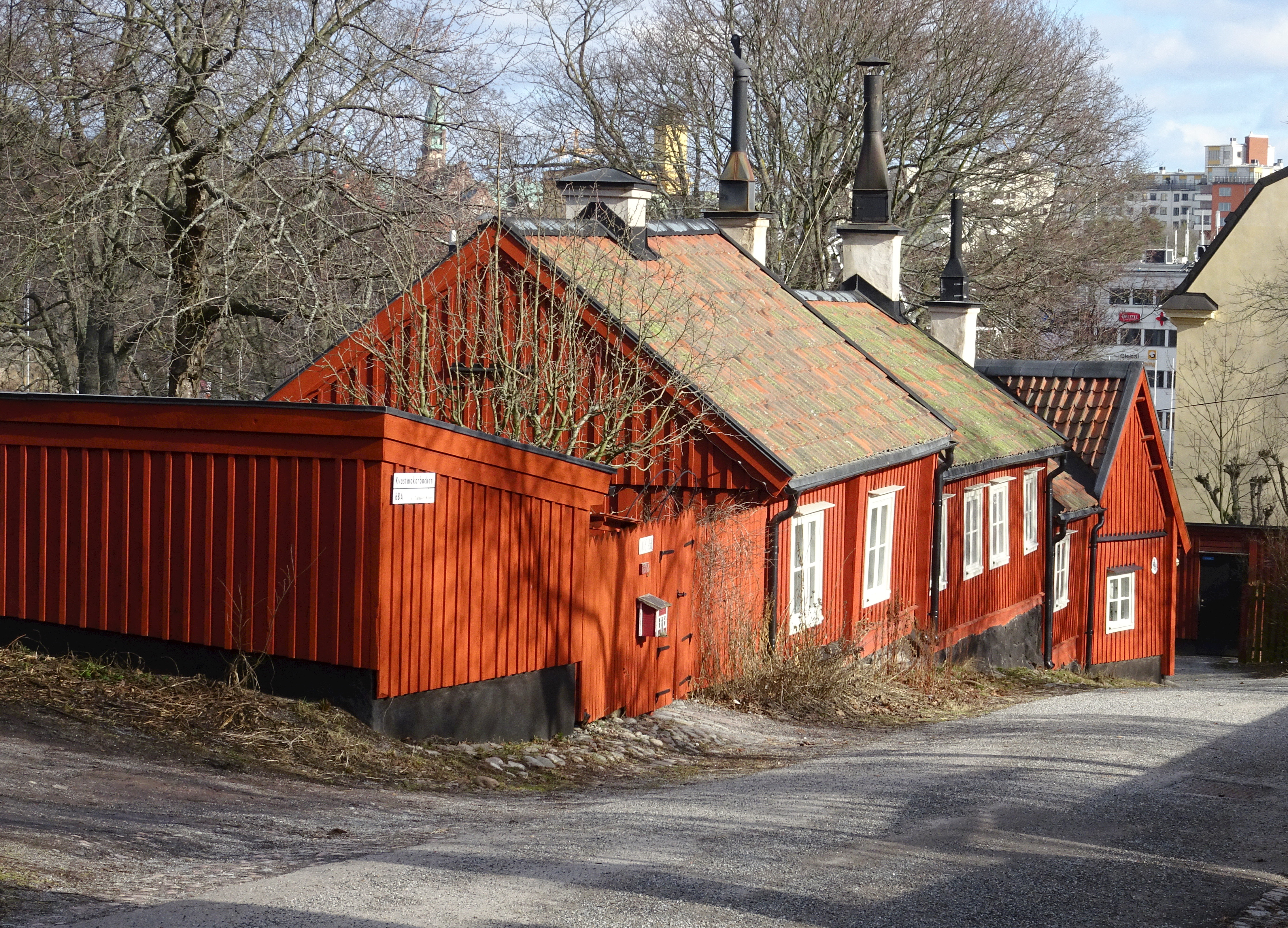
Kvastmakarbacken 6A och B.
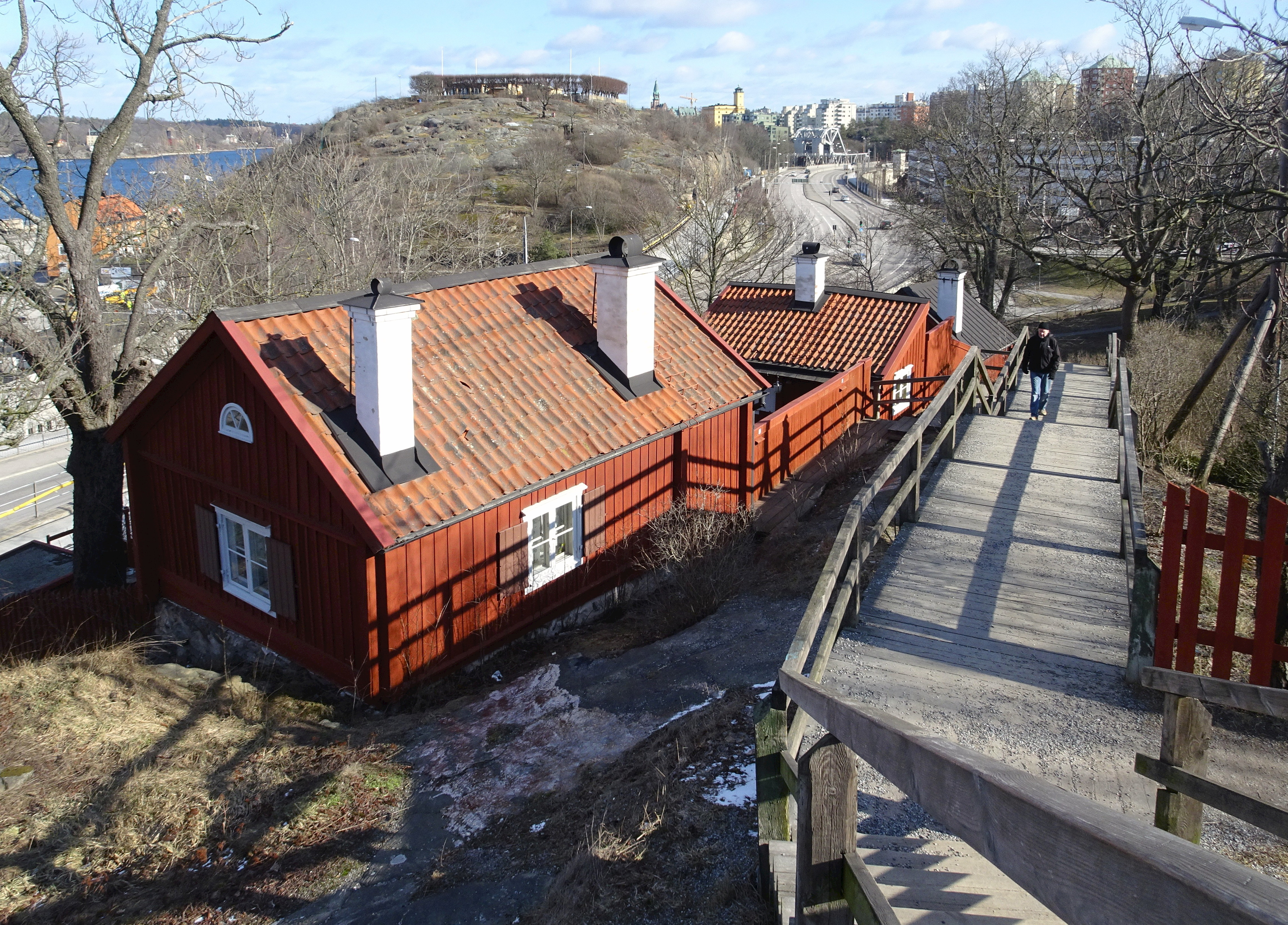
Kvastmakartrappan 8–10.
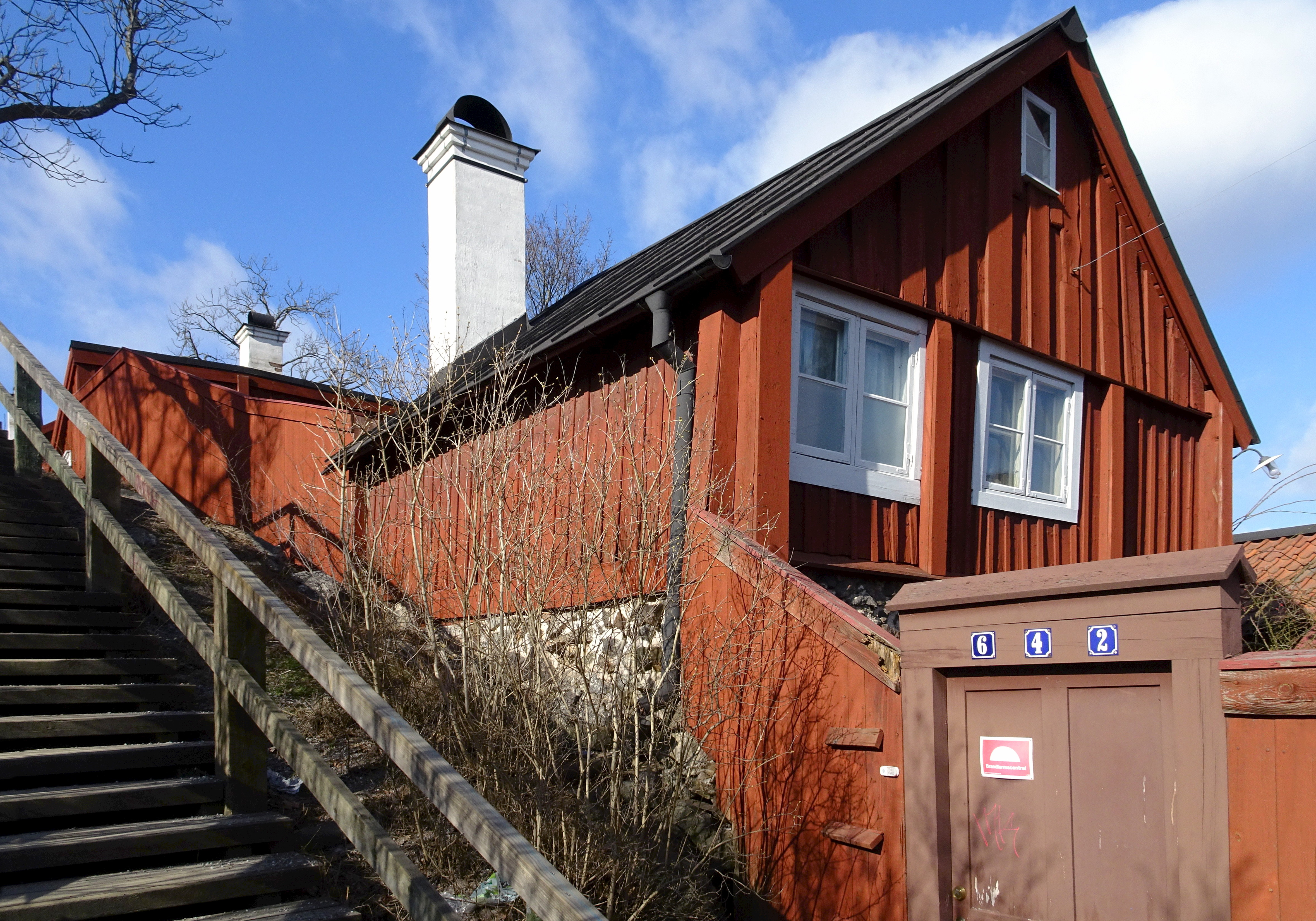
Kvastmakartrappan 2–6.

Lotsgatan, Skeppargränd och Åsögatan
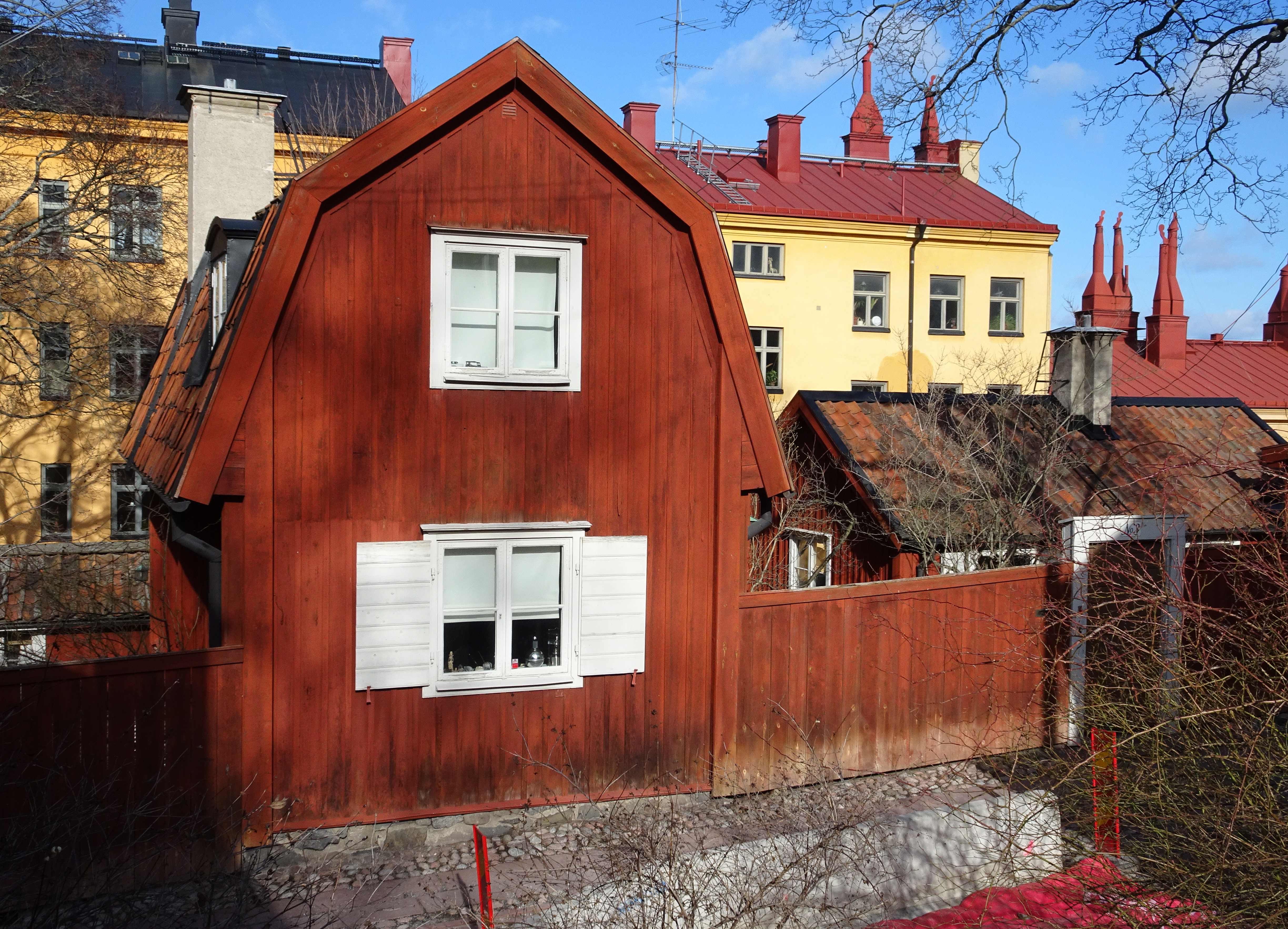
Lotsgatan 3.
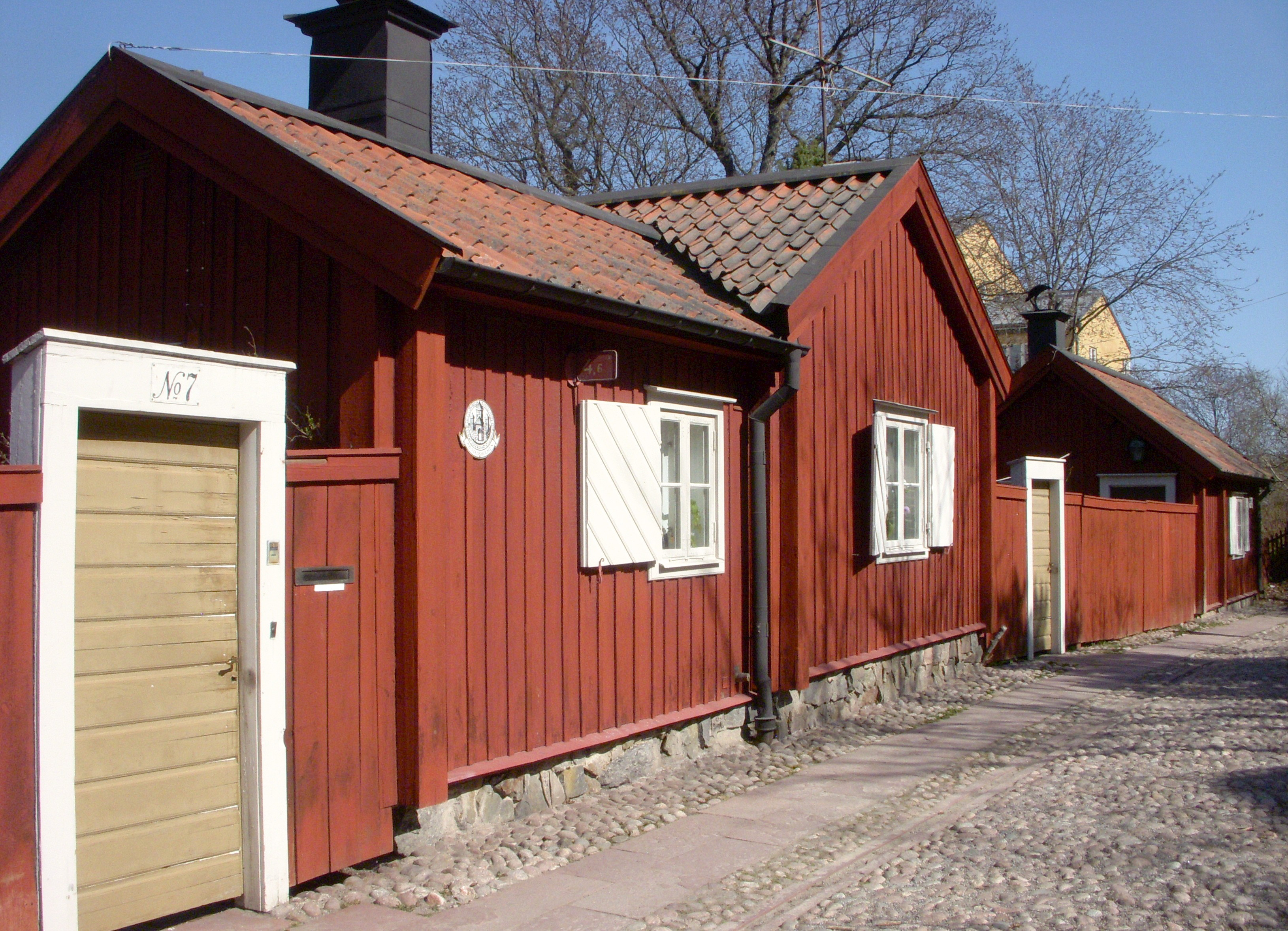
Lotsgatan 7.
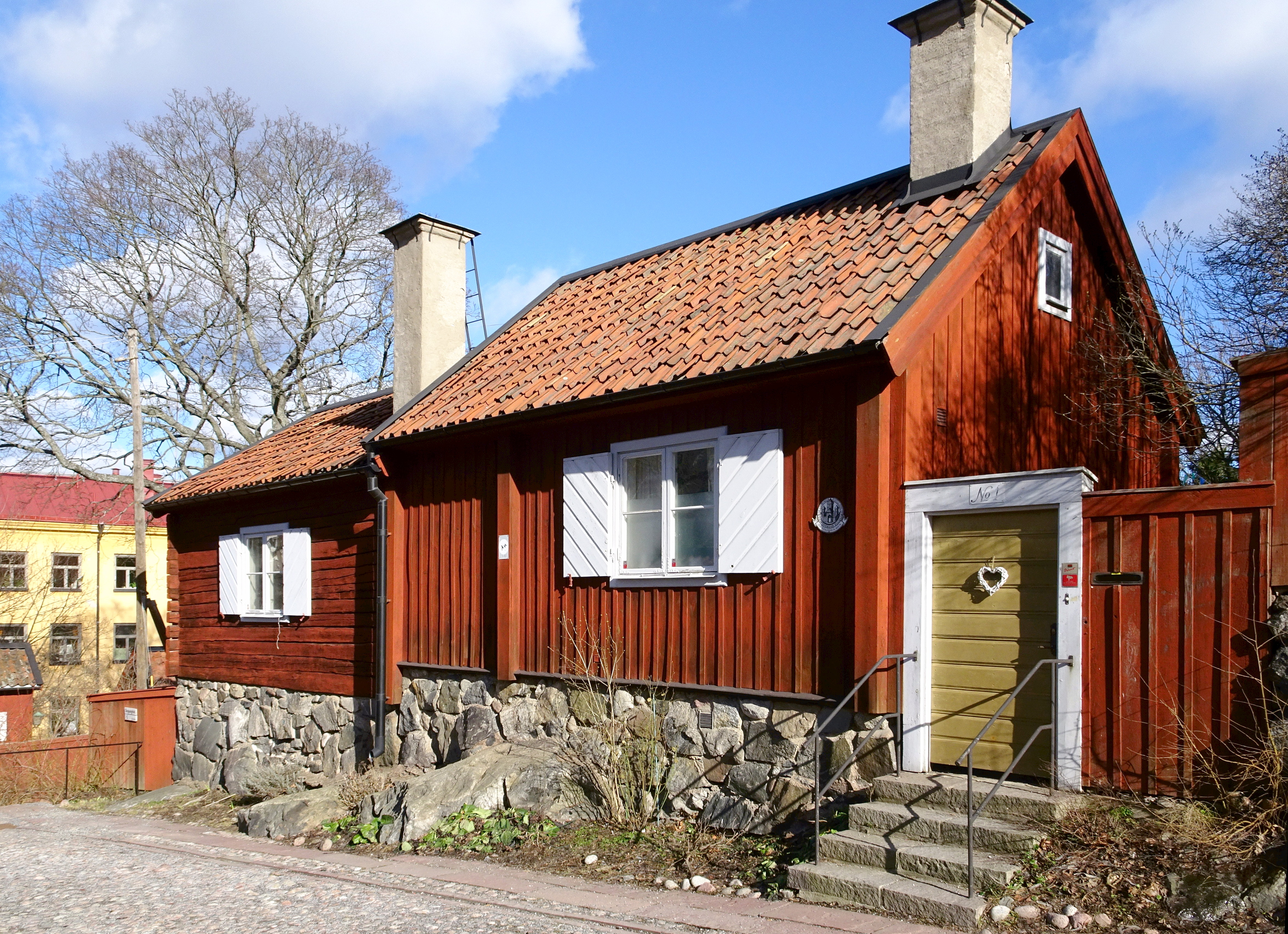
Skeppargränd 1.
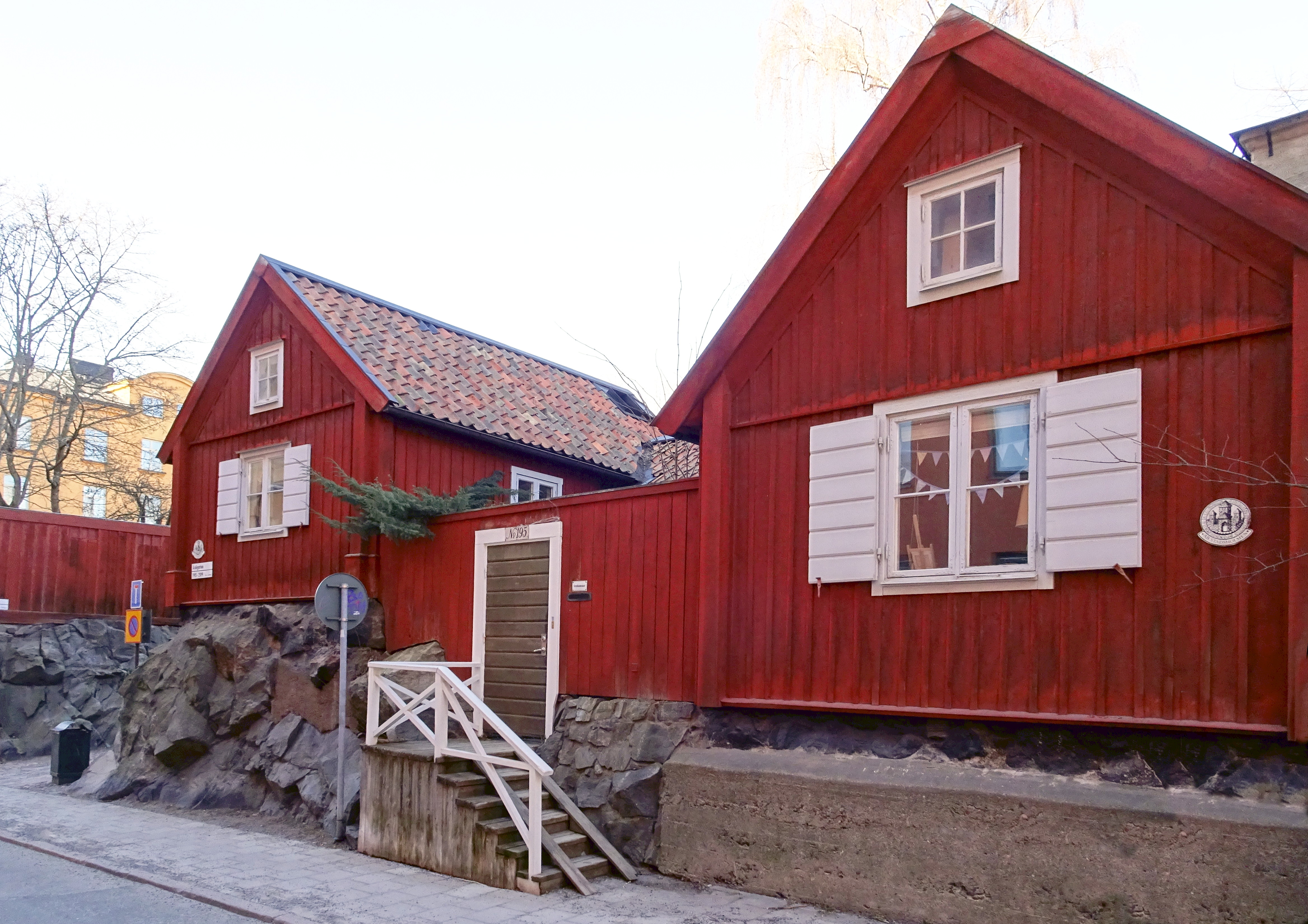
Åsögatan 195.
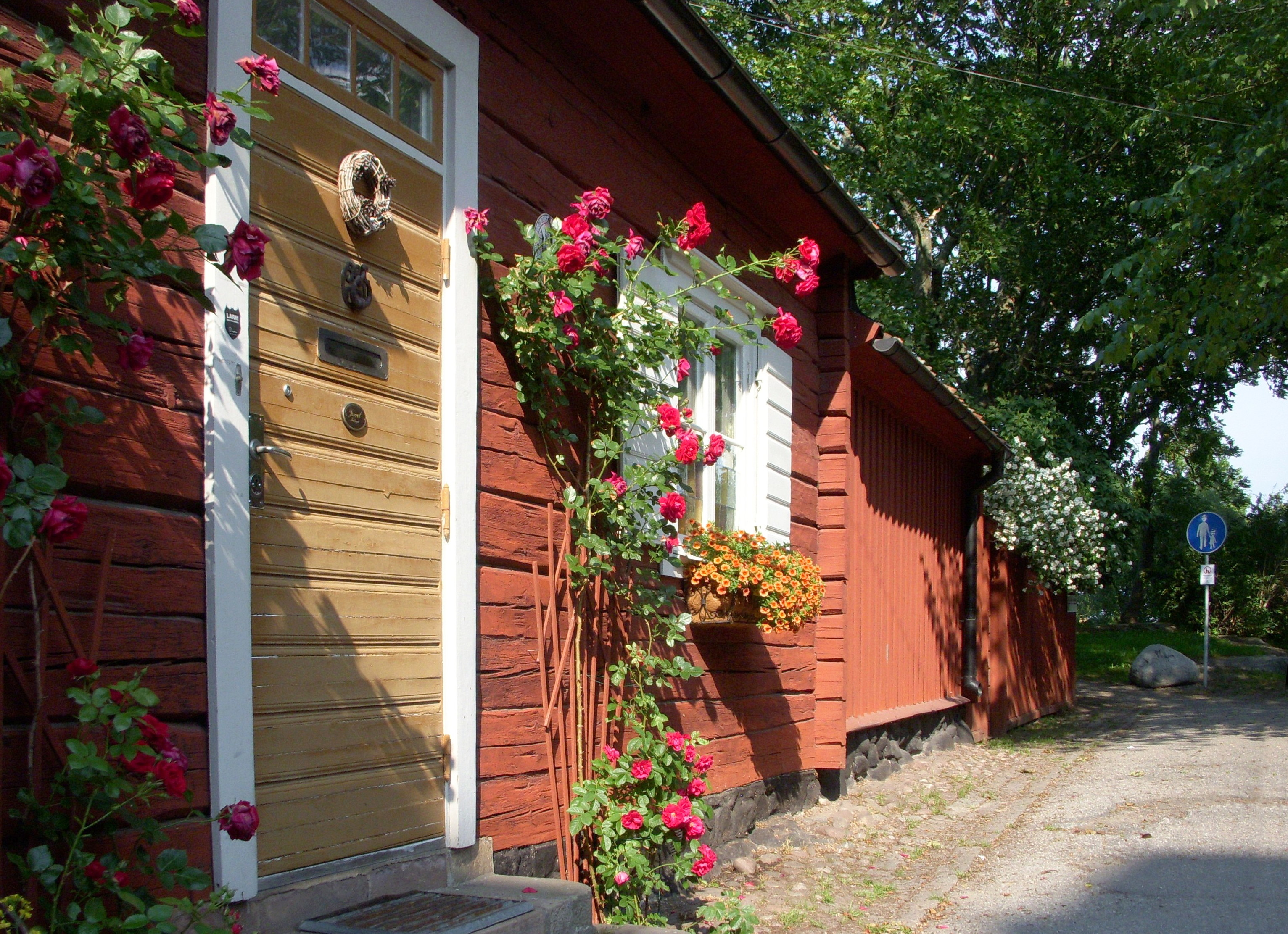
Åsögatan 213.